# ベンゾジアゼピン (化合物)
ベンゾジアゼピン（英: Benzodiazepine）は、ベンゼン環とジアゼピン環の2つの環状構造が縮合した二環式有機化合物である。ジアゼピンの7員環不飽和環は2個の窒素原子を含み、複素環式化合物に属する。 
1,4-、1,5-、2,3-ジアゾ異性体が知られている。1,3-ベンゾジアゼピンは転移してキノリンまたはインドールを生じる。 
ベンゾジアゼピン系化合物の一部は、抗不安作用 (不安を和らげる)、鎮静作用 (気持ちを落ち着かせる)、筋弛緩作用 (筋肉を弛緩させる)、催眠作用 (睡眠を促す～睡眠を誘発する) を有し、向精神薬に分類されている。抗痙攣作用を有するものは抗てんかん薬として使用される。 
チエノジアゼピンはベンゼン環の代わりにチオフェン環が縮合しており、ジアゼピン環を含む複素環であるという点でベンゾジアゼピンと構造的に類似している。 
ベンゾチアゼピンはカルシウム拮抗薬のグループに属し、構造的にジアゼピンヘテロ環の代わりにチアゼピンヘテロ環（窒素原子と硫黄原子を持つ）を含む。

1,4-ベンゾジアゼピン
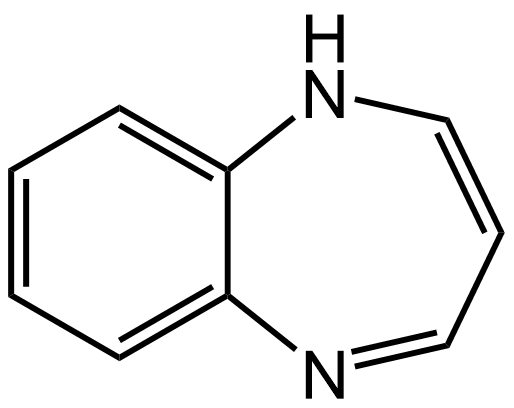
1,5-ベンゾジアゼピン
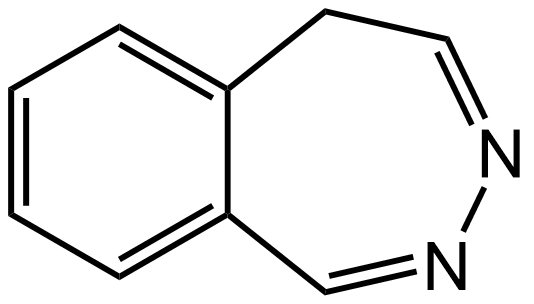
2,3-ベンゾジアゼピン
チエノジアゼピン誘導体の例
ベンゾチアゼピン誘導体の例